# جوديث موفيت
جوديث موفيت (بالإنجليزية: Judith Moffett)‏ (30 أغسطس 1942، لويفيل في الولايات المتحدة)؛ مُدرسة وروائية أمريكية.